# Gaerwen
Gaerwen är en ort i Storbritannien.   Den ligger  på ön Anglesey i kommunen Isle of Anglesey och riksdelen Wales, i den sydvästra delen av landet, 300 km nordväst om huvudstaden London. Antalet invånare är 1 160.
Terrängen runt Gaerwen är platt.Runt Gaerwen är det ganska glesbefolkat, med 45 invånare per kvadratkilometer. Närmaste större samhälle är Caernarfon, 8,9 km söder om Gaerwen. Trakten runt Gaerwen består i huvudsak av gräsmarker.